# Zauzou jezik
Zauzou jezik (ISO 639-3: zal; jaojo, raorou, rourou), sinotibetski jezik uže tibetsko-burmanske porodice kojim govori oko 2 100 ljudi (Bradley 2007) čija je etnička populacija (1999 Sun Hongkai) iznosila 2 500 na sjeverozapadu kineske provincije Yunnan.
Klasificira se pobliže jezičnoj centralnoj ngwi podskupini. Većina ih govori i mandarinski kineski [cmn], a neki i lisu [lis] ili bai [bca].

## Vanjske poveznice
- Ethnologue (14th)
- Ethnologue (15th)